# Roger Pelàez Viñas
Roger Pelàez Viñas   (la Roca del Vallès, 1972) és un humorista català, autor de còmics, conductor del programa radiofònic Màximum clatellot i cantant dels grups Budellam i Zombi Pujol.

## Trajectòria
Entre el 2012 i el 2016 publicà una setzena d'articles d'opinió a Som Vallès amb títols com «No et manifestis que en Puig et traurà un ull», «D'on surt tota aquesta gent que ens roba de matinada?» o «De veritat t'agraden tant aquesta merda de telesèries o només ho dius perquè els mitjans t'ho han repetit tres milions de vegades?». El 2017 publicà Hegemonia persecutòria, una antologia d'historietes amb la participació de Pep Cara i El Pèsol Negre en el guió, Adrià F. Marqués i David Molina en el dibuix i la col·laboració d'Àngel Ferrero i Ivan Gordillo.
Entre el 22 de setembre i el 22 de desembre del mateix any, Pelàez dibuixà una tira còmica diària durant el procés independentista català, recopilades el 2018 amb el títol El Procés explicat als idiotes, un llibre en el qual presenta el seu punt de vista irreverent amb els fets i els personatges del moment:
| « | El que va passar a l'octubre va ser un simulacre d'acció política. Durant uns dies em va semblar que tot se n'anava en orris, i ara em fa riure. La història ens ha decebut una mica. Segueixen manant els de sempre, és un conte que no s'acaba mai. La repressió és un fàstic i l'humor és una mesura d'autodefensa. Jo ataco tothom, no em caso amb ningú. Per això, de tant en tant, l'encerto. El saber popular és la meva Constitució. | » |

Les presentacions del llibre, com la que tingué a la llibreria barcelonina La Inexplicable, eren monòlegs en els quals no parlava del llibre ni del procés de creació.

## Obra publicada
| A.   | Títol                          | Editorial    | Notes                   |
| ---- | ------------------------------ | ------------ | ----------------------- |
| 1997 | 26 puntos para destruir España | TMEO         | [ 9 ]                   |
| 1999 | Tres sin raya                  | TMEO         | amb Abarrots i Piñata   |
| 2003 | Yo follé con Fraga             | TMEO         |                         |
| 2009 | La verdad es ilegible          | TMEO         |                         |
| 2016 | Los del sud us matarem a tots  | Males Herbes | de Valero Sanmartí      |
| 2017 | Hegemonia persecutòria         | Males Herbes |                         |
| 2018 | El Procés explicat als idiotes | Males Herbes |                         |
| 2020 | Una pandèmia d'estar per casa  | Males Herbes |                         |
| 2024 | Ejaculant diarrea              | Males Herbes | recopilació de vinyetes |